# Salomón Shang Ruiz
Salomón Shang Ruiz (Barcelona, 1976 - Palma, 22 de maig de 2014) va ser un escriptor i director de cinema espanyol.

## Biografia
Salomón Shang era net dels populars clowns espanyols “Els Rudi Llata” amb els quals va viure part de la seva infància i joventut en l'itinerant món del circ. A Barcelona cursa els seus primers estudis en l'Acadèmia Almi Balmes, escola que aplicava el mètode Montessori i que serà una revolució per a la seva posterior concepció de la cultura així com de la vida.
Es forma acadèmicament en direcció cinematogràfica en diferents centres d'Europa. Estudia teatre a París a l'Escola Jacques Lecoq, escriptura cinematogràfica a l'Escola de cinema de San Antonio de los Baños i a la New York Film Academy. A Barcelona estudia també direcció cinematogràfica en el Centre d'Estudis Cinematogràfics de Catalunya. Una espècie de tesi realitzada durant el tercer curs amb els alumnes del curs d'interpretació es convertirà en la seva primera pel·lícula als vint-i-dos anys; Después de la luz (2002). Una proposta cinematogràfica on els personatges que sobreviuen a una guerra habiten en un mateix edifici, en un país fictici i en el context d'un conflicte bèl·lic fantàstic.

### Activitat artística
Després del primer film que acudeix a festivals com el de Roma o Figueira da Foz, Salomón escriu al costat de José Luis García, amb qui ja ha escrit aquest primer, el seu segon film: Metropolitan. Amb el rodatge d'aquesta pel·lícula, tots dos guionistes funden el que més tard serà la productora Kaplan; “un projecte empresarial amb el qual concebre productes cinematogràfics que fonamentalment puguin ser catalogats com el que hauria de dir-se anticine, és a dir, un entreteniment nefast”. Així defineixen tots dos el seu projecte en la roda de premsa de presentació de la seva pròpia pel·lícula davant els mitjans espanyols abans de viatjar a la secció oficial del Festival Internacional de Cinema de Moscou l'any 2001. Metropolitan és un film de gairebé cent minuts de metratge, en blanc i negre, sense diàlegs i en el qual una dona de quaranta anys i un menor de quinze comparteixen una nit d'activitat sexual desenfrenada després de conèixer-se en un desguitarrant bar de copes.
Entre els anys 2002 i 2011, Salomó Shang va rodar disset pel·lícules. En aquests anys va fundar juntament amb Alberto del Val una distribuïdora amb la qual es van proposar estrenar als cinemes espanyols pel·lícules de difícil comercialització com L'arca russa d'Alexander Sokurov. En 2005 van adquirir també els cinemes Casablanca de Barcelona i Shang va alternar tota la seva activitat amb l'exhibició cinematogràfica de pel·lícules en versió original.
El seu últim documental, El Milagro, guardonat amb el premi al Millor Documental en el Festival de Cinema Independent d'Oregon, mostra com es viu a El Milagro (Perú): un abocador entorn del qual viuen més de 30.000 persones en condicions d'extrema pobresa, sense electricitat ni aigua corrent. En ell, una gran quantitat de nens i nenes són obligats a treballar rebuscant entre tones d'escombraries posant en greu risc la seva salut.

### Polèmiques
El gener de 2011, Salomón Shang va ser acusat d'intent de compra de vots en els Premis Gaudí, encara que ell va qualificar les acusacions de «campanya de desprestigi». Posteriorment, va ser acusat de cobrament il·lícit de subvencions falsejant les xifres de taquilla dels cinemes que regentava programant les hores de projecció a la seva conveniència.

### Últims anys
Després dels escàndols, Shang es va apartar de la cinematografia i va passar a dedicar-se a l'escriptura. Va ser trobat mort a l'edat de 37 anys el 22 de maig de 2014 a la seva casa de Palma, on vivia des de feia tres anys.

## Filmografia seleccionada
- Metropolitan (2000)
- Madre Cuba (2004)
- La dona del bosc (2006)
- Oubiña, instrucción primera (2006)
- Oubiña, instrucción segunda (2006)
- Carl Gustav Jung -documental, entrevistes. (2007)
- La zona de Tarkovsky (2008)
- Cinéclub (2009)
- El asesino a sueldo (2010)
- La llegenda de l'innombrable (2010)
- Uruguay (2010)
- El Milagro (2011)